# Tordenskraldet i Delft
Tordenskraldet i Delft (hollandsk: Delftse donderslag) var en ødelæggende eksplosion den 12. oktober 1654 i den nederlandske by Delft. Henved kl. 10:15 om morgenen eksploderede et krudttårn i den nordvestlige del af det indre Delft. Det var ikke muligt at komme med en præcis opgørelse over skader eller antallet af ofre, men historikere anslår dem til mindst hundrede omkomne, men et dødstal på adskillige hundreder eller måske tusinder kan ikke udelukkes. Omtrent samtlige bygninger i det centrale Delft var beskadiget og området øst for byen totalt raseret. Det forlød, at braget kunne høres 150 kilometer væk på øen Texel, hvor et retsmøde blev lukket af samme årsag.

## Eksplosion
Krudttårnet, hvori eksplosionen fandt sted, havde siden 1637 ligget i et tidligere kloster tilhørende Clarisserordenen. Kun få kendte til det overvejende underjordiske krudtlager, da det var en statshemmelighed (Secreet van Holland). I årene efter oprettelsen af krudtlageret var der opstået en dynamisk tekstilhandelsbydel med tilhørende boliger i det omkringliggende kvarter, Doelenstraat. Det var hovedsageligt her, de mange dræbte stammede fra, heriblandt den berømte kunstmaler Carel Fabritius, hvis atelier lå i kvarteret.
Over 40 tons sortkrudt blev opbevaret i tønder i krudtlageret; det var omkring halvdelen af Delfts samlede lager. Eksplosionen skete antagelig, da arsenalbestyrer Cornelis Soetens kom for at besigtige krudtet. Efter sigende var det gløder fra hans fakkel, der forårsagede antændelsen af krudtet.
Eksplosionen forårsagede umiddelbart store ødelæggelser i byen. Hundreder, muligvis helt op til 1.200 blev dræbt og tusinder såret. En fjerdedel af byens bygninger blev ødelagt. Mindst 500 huse blev stærkt beskadiget, de 200 blev jævnet med jorden. Området omkring det nedlagte kloster blev næsten komplet raseret, og længere væk led andre bygninger stor skade. Næsten alle glasmalerier – som var blevet skånet i den reformatoriske billedstorm i både Delfts gamle og nye kirke blev blæst ud.
Mange troede, at skyen af røg, aske og sod var helvedets porte, der havde åbnet sig, og at Guds vrede rasede. Heldigvis var mange borgere rejst til markedet i Schiedam eller messe i Haag. En storstilet indsats blev påbegyndt fot at rydde murbrokkerne og redde dem, der var fanget derunder. En gammel dame på 80, der lå i sin seng, blev reddet fire timer efter eksplosionen, og en baby 24 timer efter katastrofen – pigen sad i sin stol og spiste på et æble.
Takket være en større indsamling fra de andre byer i Nederlandene kunne genopbygningen af Delft hurtigt påbegyndes, men alligevel varede det samlede genopbygningsprojekt adskillige år. Det ny krudtmagasin blev lagt langt uden for byens mure.

## Kunstnerisk bearbejdelse
Katastrofen inspirerede i århundreder mange kunstnere. Ødelæggelserne er malet af bl.a. Egbert van der Poel. Vondel udfærdigede en klagesang (Op het Onweder van 's Lants Bussekruit te Delft).

## Mindehøjtidelighed
350 år efter katastrofen blev der den 12. september 2004 afholdt en mindehøjtidelighed på stedet for eksplosionen. Valget af datoen var relateret til Europarådets og EUs initiativ med monumentdage og altså ikke til den faktiske dato for ulykken.
52°01′04″N 4°21′31″Ø / 52.0178°N 4.3586°Ø